# Ермово (Ярославская область)
Ермово — село в Переславском районе Ярославской области на ручье Каблуковке.
Постоянное население на 1 января 2007 года — 1 человек.

## История
С начала своего основания Ермово было небольшой деревушкой, населённой вотчинными людьми князей Ромодановских. Эти вотчинники приложили свою деревеньку в Горицкий монастырь. После секуляризации 1764 года Ермово стало казённым селом.
В 1717 году из бывшей часовни устроен храм Козьмы и Дамиана. В 1746 году сюда, с разрешения преосвященного Серапиона, епископа Переславского, перенесена была церковь из села Елпатьева. Эта церковь вскоре сгорела от молнии; вместо неё построена новая деревянная церковь, но и эта чрез 30 лет сгорела от небрежности пономаря. Пришлось строить новую церковь.
В 1794 году старанием священника Иоанна Емельянова начата постройка каменного храма. В 1797 году освящена была трапеза во имя святых бессребреников Козьмы и Дамиана; в 1800 году окончена постройка главного храма и колокольни. Главный престол был освящён в честь Рождества Пресвятой Богородицы. Украшение новопостроенного храма продолжал сын строителя священник Филипп Иванов Подлипский, а в этом деле помогал ему своими средствами брат его архиепископ Черниговский Павел, живший затем на покое в Даниловом монастыре в Переславле.
С 1884 года в Ермове была церковно-приходская школа.

## Население
| 1859 | 1905 | 1926 | 2007 | 2008 | 2010 |
| ---- | ---- | ---- | ---- | ---- | ---- |
| 592  | ↘544 | ↘369 | ↘1   | →1   | ↘0   |